# Cinnamomum malabatrum
Cinnamomum malabatrum là loài thực vật có hoa trong họ Nguyệt quế. Loài này được (Burm.f.) J.Presl miêu tả khoa học đầu tiên năm 1825.
Đây là loài đặc hữu của Tây Ghats của Ấn Độ. Loài cây này có thể cao tới 15 m (49 ft). Nó có lá thơm được sử dụng cho mục đích ẩm thực và dược liệu. Nó được cho là một trong những nguồn chính của lá cây thuốc được biết đến trong thời cổ điển và thời trung cổ là malabathrum (hay malobathrum).